# اریک پانیزی
اریک پانیزی (انگلیسی: Erik Panizzi؛ زادهٔ ۱۵ فوریهٔ ۱۹۹۴) بازیکن فوتبال اهل ایتالیا است.
از باشگاه‌هایی که در آن بازی کرده‌است می‌توان به باشگاه فوتبال آلساندریا، باشگاه فوتبال ارورا پرو پاتریا ۱۹۱۹، باشگاه فوتبال رجانا، باشگاه فوتبال ویچنزا، و باشگاه فوتبال اسپال اشاره کرد.